# Западнополесская группа говоров
Западнополе́сская гру́ппа го́воров (также брестско-пинские говоры, полесские говоры; бел. палеская група гаворак, заходнепалескія гаворкі, палескія гаворкі) — одна из групп говоров, выделяемая на территории Беларуси (в юго-западных районах Брестской области). Противопоставляется основному массиву диалектов белорусского языка. Ряд диалектологов рассматривает западнополесские говоры Беларуси как говоры украинского языка, либо как говоры, переходные от белорусского к украинскому языку (на основании большого числа фонетических и грамматических черт, сходных с чертами северноукраинского наречия).
От основных белорусских диалектов (северо-восточного и юго-западного), а также от среднебелорусских говоров западнополесские отличаются отсутствием аканья; наличием твёрдых согласных перед [е], [i]; переходом /ê/ > [i] в ударной позиции; наличием [i] на месте /о/ и /е/ в закрытом слоге под ударением; отсутствием дзеканья и цеканья и т. д.
На основе западнополесских говоров Беларуси с конца 1980-х годов отмечались попытки создания литературной нормы (так называемого западнополесского литературного языка) с письменностью на кириллице. На основе западнополесских говоров Польши (подляшских говоров) силами энтузиастов, начиная с 2000-х годов, формируется особая литературная норма (так называемый подляшский, или свой язык) с письменностью на латинице.

## Классификация
Западнополесская группа говоров была выделена в 1970-х годах белорусскими диалектологами на основе материалов, собранных для «Диалектологического атласа белорусского языка» (Дыялекталагічны атлас беларускай мовы). Отсутствие типичных для белорусских диалектов языковых черт дало основание составителям диалектологической карты выделить западнополесскую группу как особое диалектное объединение, противопоставленное взятым вместе северо-восточному и юго-западному белорусским диалектам. Тем самым был подчёркнут переходный характер говоров западнополесской группы от белорусских говоров к говорам северного украинского наречия. Такая классификация была предложена в 1964 году Р. И. Аванесовым. Материалы атласа позволили разделить говоры Западного и Восточного Белорусского Полесья. Восточнополесские (мозырские) говоры, которые не имеют значительных отличий от слуцких говоров и не разделены с ними узким пучком изоглосс, были включены в состав слуцко-мозырской группы говоров юго-западного белорусского диалекта.
Наличие фонетических и грамматических явлений, сближающих белорусские западнополесские и украинские западнополесские говоры, констатирует большинство исследователей говоров Полесья. В связи с чем многие диалектологи рассматривают западнополесские говоры как переходные от белорусского к украинскому языку. Так, например, в издании энциклопедии «Украинский язык» брестско-пинские говоры классифицируются как переходные украинско-белорусские говоры.
Ряд исследователей относит говоры Западного Белорусского Полесья непосредственно к северному наречию украинского языка. В частности, на диалектологической карте русского языка 1915 года западнополесские говоры были включены в состав северномалорусской группы говоров малорусского наречия (также к северномалорусским были отнесены мозырские говоры современной слуцко-мозырской группы).
Западнополесская группа говоров не является однородной диалектной единицей. На основе изучения (в 1970-х годах) территориального распространения разных типов фонетических систем в Западном Полесье Ф. Д. Климчук предложил группировать западнополесские говоры в четыре основных типа, находящихся в сложном ареальном распределении.
Говоры западнополесской группы объединяются рядом общих диалектных явлений с говорами западной части белорусского ареала — с говорами полоцкой группы северо-восточного диалекта (исключая восточную часть их ареала), западными среднебелорусскими говорами и говорами гродненско-барановичской группы юго-западного диалекта, в связи с чем западнополесский ареал включают в западную диалектную зону. Языковые черты остальных диалектных зон Беларуси (северо-западной, центральной, юго-восточной и восточной) для западнополесских говоров нехарактерны.
Западнополесские говоры находятся в едином диалектном континууме как с соседними белорусскими, так и с украинскими говорами. При этом отмечается бо́льшая близость западнополесских к украинским волынско-полесским говорам. В то же время, находясь с начала XX века под влиянием литературного белорусского языка, отмечается сближение западнополесских говоров с остальным белорусским языковым ареалом.

## Область распространения
Говоры западнополесской группы размещаются в юго-западной части Беларуси, на большей части Брестской области — в её западных, центральных и южных районах. Согласно современному административному делению Республики Беларусь, западнополесские говоры распространены в Брестском, Каменецком, Малоритском, Жабинковском, Кобринском, Дрогичинском, Ивановском и Пинском районах, а также в южных частях Пружанского и Берёзовского районов и в западных частях Лунинецкого и Столинского районов. Данная территория находится в пределах западнобелорусской части географической и историко-культурной области Полесье. Кроме того, говоры западнополесского типа сохраняются в ряде районов центральной части Подляского воеводства Польши, к югу от Белостока.
На западе говоры Западного Белорусского Полесья граничат, либо размещены чересполосно, с подляшскими говорами мазовецкого диалекта польского языка. На севере к ареалу западнополесской группы говоров примыкает ареал гродненско-барановичской группы, а на востоке — ареал слуцко-мозырской группы юго-западного диалекта. На юге с западнополесскими граничат близкие им волынско-полесские (западнополесские) говоры северного диалекта украинского языка.

## Литературные нормы
В 1988 году в белорусской части Западного Полесья формируется национально-языковое движение, центром которого становится общественно-культурное объединение «Полісьсе». Одной из важнейших целей данного движения стала разработка письменной нормы полесского, или «ятвяжского», языка (jiтвjежа волода или поліська волода). В научной литературе эта норма получила название западнополесский язык (микроязык).

## Особенности говоров

### Фонетика
Для фонетической системы западнополесской группы говоров характерны следующие черты:
1. Оканье — различение безударных гласных неверхнего подъёма в безударных слогах: в[о]дá «вода»; г[о]л[о]вá «голова»; д[а]вáй «давай»[14]. В говорах основного белорусского диалектного массива отмечается аканье (неразличение гласных в безударном положении): в[а]дá; г[а]л[а]вá; д[а]вáй и в[ъ]дá; г[ъ]л[а]вá; д[ъ]вáй или в[ы]дá; г[ы]л[ы]вá; д[ы]вáй[15].
2. Наличие твёрдых согласных в позиции перед гласными переднего ряда [е], [i]: [вэ]чор (бел. литер. вечар [в’é]чар «вечер»); [пэ]ршы (бел. литер. першы [п’é]ршы «первый»); [лы]па (бел. литер. ліпа [л’í]па «липа»).
3. Переход /ê/ в [i] под ударением: л’ [i]с (бел. литер. лес «лес»); л’ [í]то (бел. литер. лета «лето»). В остальных белорусских говорах отмечается переход /ê/ в [е] или [ě], [i͡e]: л’ [е]с или л’ [ě]с, л’ [i͡e]с.
4. Переход /о/ и /е/ в [i] в закрытом слоге под ударением: к’ [i]н’ (бел. литер. конь «конь»); п’ [i]ч (бел. литер. печ «печь»); н’ [i]с (бел. литер. нёс «нёс»). В говорах остального белорусского ареала в закрытом слоге под ударением отмечается сохранение /о/ или его переход в [ô], [у͡о]: к[о]н’, к[ô]н’, к[у͡о]н’, а также переход /е/ в [’е], [’о], [’ě], [i͡e], [’ô], [у͡о]: п’ [е]ч, п’ [ě]ч, п’ [i͡e]ч, н’ [о]с, н’ [ô]с, н’ [у͡о]с.
5. Отсутствие дзеканья и цеканья — произношение /т’/ и /д’/ без фрикативного элемента: [д’]íты (бел. литер. дзецi [дз’]éц’i «дети»); хо[т’]íлы (бел. литер. хацелi ха[ц’]éл’i «хотели»). Для основного белорусского массива диалектов характерна аффрикатизация мягких /т’/ и /д’/[16].
6. Наличие сочетания [мн’] перед гласной [а]: [мн’á]та (бел. литер. мята «мята»); [мн’á]со (бел. литер. мяса «мясо»)[17]. В других белорусских диалектах перед [а] отмечаются [м’], [мj]: [м’á]та, [мjá]та; [м’á]са, [мjá]са.

Кроме того, для некоторых полесских говоров характерна лабиализация ударной /ы/: буў, ву́п’іў, му́ло, бу́йстры, кобу́ла; наличие протетической /г/: го́стрый, го́сэн’, гу́тка, гу́лыца или отсутствие протезы: о́кна, о́с’ан', у́шко, у́л'іца; произношение мягких шипящих [ж’], [ш’], [дж’], [ч’] и [ц’] в отличие от твёрдых в литературном языке и в большинстве говоров: ж'ілá, гро́ш'і, прыйіждж'áты, пч'ілá, молоды́ц’а.

### Морфология
В области морфологии западнополесской группе говоров присущи следующие особенности:
1. Распространение окончания -ові у существительных мужского рода в формах дательного и предложного падежей единственного числа: брато́ві (бел. литер. бра́ту «брату»); аб брато́ві (бел. литер. аб бра́це «о брате»). Подобные формы встречаются и у существительных среднего рода: молоко́в’і, пол’е́в’і, на боло́тов’і[21].
2. Наличие твёрдого [т] у глаголов в форме 3-го лица единственного числа настоящего времени: хо́ды[т] (бел. литер. хо́дзі[ць] «ходит»); ба́чы[т] (бел. литер. ба́чы[ць] «видит»);
3. Инфинитив с конечным -ты: ходы[ты] (бел. литер. хадз[íць] «ходить»); бачы[ты] (бел. литер. ба́ч[ыць] «видеть») и т. д.

## История изучения
Первые диалектологические исследования говоров Западного Белорусского Полесья начинают появляться с конца XIX века. Западнополесские говоры рассматривались при этом преимущественно как говоры украинского языка или как говоры, переходные от белорусского к украинскому языку. Так, на «Этнографической карте бѣлорусского племени», составленной в 1903 году Е. Ф. Карским, территория Брестско-Пинского Полесья не включена в этнический ареал белорусов.
Ареальные исследования Западного Белорусского Полесья отражены на диалектологической карте русского языка 1915 года, составленной Н. Н. Дурново, Н. Н. Соколовым и Д. Н. Ушаковым, на которой западнополесские говоры отмечены как часть малорусского наречия.
Исследованиям говоров Полесья в первой половине XX века посвящены работы П. А. Расторгуева, П. Бузука и других диалектологов.
До 1970-х годов говоры западнополесского региона, в особенности их отношение с говорами остального Полесья, так и оставались недостаточно изученными. С момента образования Белорусской ССР говоры Западного Белорусского Полесья стали объектом изучения белорусских диалектологов. Западнополесские говоры исследовались, в частности, при составлении «Диалектологического атласа белорусского языка» во второй половине XX века. В процессе собирания материала для атласа было обследовано значительное количество населённых пунктов Брестско-Пинского Полесья и получены наиболее полные сведения о диалектном ландшафте данного региона. Распределение пучков изоглосс на картах атласа показало существенные отличия говоров Западного и Восточного Белорусского Полесья. Данные атласа дали основание для выделения западнополесской группы говоров, резко противопоставленной остальному белорусскому диалектному массиву на всех языковых уровнях.
На протяжении многих лет активно занимался проблемами диалектологии Западного Белорусского Полесья Ф. Д. Климчук. Он, в частности, предложил вариант внутренней дифференциации западнополесского ареала.